# Кубок України з футзалу 2017—2018
Кубок України з футзалу 2017-2018 — 27-й розіграш кубкового футзального турніру України. Володарем кубка стала команда «Енергія» (Львів).
На кожному етапі, окрім «Фіналу чотирьох» команди провели по 2 матчі: вдома і на виїзді. За результатами попередніх етапів до 1/8 фіналу Кубку України потрапили команди:
- «Manzana-2», м. Київ, Вища аматорська ліга міста Києва
- «RED», м. Київ, Вища аматорська ліга міста Києва
- «SKIDKA», м. Ірпінь, Вища аматорська ліга міста Києва
- «Viva Cup», м. Харків, Вища аматорська ліга
- «Альтернатива», м. Київ, Вища аматорська ліга
- «АРПІ Запоріжжя», Перша ліга
- «Енергія», м. Львів, Екстраліга
- «Епіцентр К-Авангард». м. Одеса, Екстраліга
- «Кардинал-Рівне», м. Рівне, Екстраліга
- «Катеринославхліб», м. Дніпро, Друга аматорська ліга
- «ІнБев-НПУ», м. Київ, м. Житомир, Екстраліга
- «Продексім», м. Херсон, Екстраліга
- «Сокіл», м. Хмельницький, Екстраліга
- «Титан», смт. Покровське, Екстраліга
- «Ураган», м. Івано-Франківськ, Екстраліга
- «Хіт», м. Київ, Екстраліга

## 1/8 фіналу
Пари команд для участі у 1/8 фіналу були визначені 14 грудня 2017 р. шляхом жеребкування:  
«Сокіл» - «Енергія» 3:4 (Подлюк, Мартинюк-2 - Гасюк, Легендзевич, Кузь, Радевич) і 0:9 (Танський, Легендзевич-2), Радевич-2, Струк, Федюк, Кузь).
«ІнБев-НПУ» - «Viva Cup» 3:3 (Карбула, Литвиновський, В. Дзюба - Сколотій, Панасенко, Абакшин) і 6:4 (В. Дзюба, Литвиновський-2, Бакум, Войток, Авто - Абакшин, Батагов, Кондратюк)
«Ураган» - «Титан» 1:0 (Шотурма) і 4:1 (Шотурма, Зварич, Іваняк, Корсун - Єрьомін)
«Хіт» - «Продексім» 4:3 (Школьний, Тменов, Журба, Чепорнюк - Б. Свірідов, Фумаса, Роніньо) і 1:3 (Авто - Б. Свірідов, Роніньо, Калуков)
«Катеринославхліб» - «Альтернатива» 3:1, 0:3;
«SKIDKA» - «RED» 0:2, 1:2;
«Кардинал-Рівне» - «Епіцентр К-Авангард» 5:1 (Мануйленко-2, Волянюк-2, Фаренюк - Федосюк) і 6:6 (Фаренюк-3, Концеба, Волянюк, Горпинич)
«Manzana-2» - «АРПІ Запоріжжя» 3:4 (В. Мельник-2, Пекний - Будін, Ессаргіні, Почебут, Трубаров) і 3:3 (Оліщук, Почебут-2 - Нестерук-2, Авто)

## 1/4 фіналу
Пари команд для участі у 1/4 фіналу були визначені 27 січня 2018 р. шляхом жеребкування: 
«ІнБев-НПУ» - «Енергія» 4:4 (Литвиновський, Сухов, Дзюба, Мороховець — Коваль-2, Кузь, Федюк) і  1:3 (Автогол, Легендзевич-2 — Дзюба).
«Продексім» - «Ураган» 1:1 (Фумаса - Сімка) і 1:7 (Фумаса - Зварич-2, Шотурма-2, Лисенко-2, Сімка)
«Альтернатива» - «RED» 2:2 (Заєць, Макєєв - В. Нестерук-2) і 2:1 (Атаманенко-2 - Корнійчук)
«АРПІ Запоріжжя» - «Кардинал-Рівне» 3:2 (Почебут-2, Ессаргіні - Волянюк, Басич) і 4:1 (Оліщук, Авто, Ессаргіні-2 - Мануйленко)
Пари команд для участі в  «Фіналі чотирьох»  були визначені 13 березня 2018 р. шляхом жеребкування. Він відбувся 17-18 березня 2018 р. в м. Запоріжжя, в  Палаці спорту «Запоріжалюмінбуд». Команди провели по одному матчі в кожному з етапів.

## 1/2 фіналу
«Ураган» - «АРПІ Запоріжжя» 4:0 (Корсун, Сімка, Микитюк, Шотурма)
«Енергія» - «Альтернатива» 3:2 (Танський-2, Федюк - Атаманенко, Бич)

## Фінал
Фінал 
«Ураган» - «Енергія»  3:5 (Корсун, Сімка, Горбатий - Кузь-3, Легендзевич-2)
Кращий бомбардир: П. Корнійчук («RED») - 9 голів